# Монодија
Монодија (грч. μονωδία од грч. μόνος – један, грч. ᾠδή пјесма) – Једносгласно, соло-пјевање, са или без инструменталне пратње. Првобитно у старогрчкој лирској поезији, монодија је означавала пјесму, најчешће тужбалицу, коју је пјевао један пјевач. У античкој трагедији, монодија је, за разлику од хорске пјесме и комоса, означавала поетски монолог који је изводио један глумац. (Монологе Едипа и Антигоне из Софоклових трагедија може се, на примјер назвати монодијом.) Касније, монодија припада средњовјековном црквеном пјевању до 11. вијека, пјесничком стваралаштву трубадура, жонглера, минезенгера и мајстерзенгера, и једногласној народној пјесми свих народа. Од 16. вијека у оквиру монодије развија се кантата и опера. У енглеској поезији, поетским дјелима у елегичном тону пјесници често дају назив монодија. Тако је Милтон свој Lycidas назвао монодијом, а Метју Арнолд је једној од својих елегија дао наслов „Thyrsis, A Monody”.